# Ptilodexia tinctipennis
Ptilodexia tinctipennis là một loài ruồi trong họ Tachinidae.